# Haedong chegukki
 (juillet 2023).
Si vous disposez d'ouvrages ou d'articles de référence ou si vous connaissez des sites web de qualité traitant du thème abordé ici, merci de compléter l'article en donnant les références utiles à sa vérifiabilité et en les liant à la section « Notes et références ».
Le Haedong chegukki (en hangeul : 해동제국기) est un livre d'histoire et de géographie coréen publié en 1471. Il traite de l'histoire du Japon et des Ryūkyū.